# Xiaohu
Xiaohu (kinesiska: 小湖) är en köping i sydöstra Kina. Den ligger i stadsdistriktet Jianyang i staden Nanping i provinsen Fujian, omkring 170 kilometer nordväst om provinshuvudstaden Fuzhou. Antalet invånare är 13 268. Befolkningen består av 6 489 kvinnor och 6 779 män. Barn under 15 år utgör 21,0 %, vuxna 15-64 år 67 %, och äldre över 65 år 11,0 %.